# Silene citrina
Silene citrina är en nejlikväxtart som beskrevs av Pierre Edmond Boissier. Silene citrina ingår i släktet glimmar, och familjen nejlikväxter. Inga underarter finns listade i Catalogue of Life.